# Leichtathletik-Europameisterschaften 2016/1500 m der Frauen

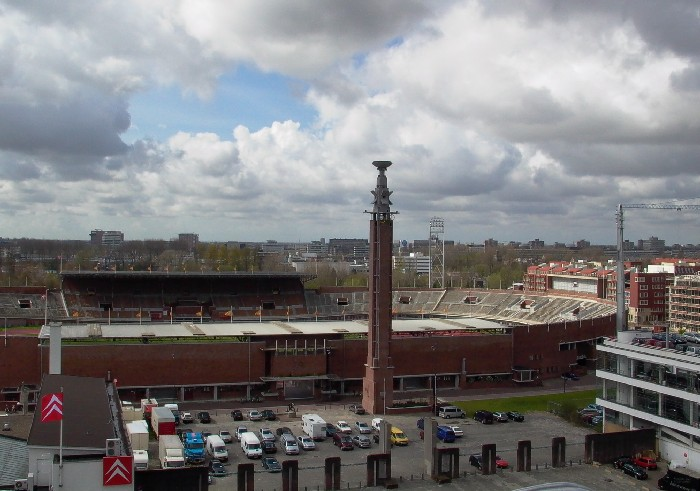
Das Olympiastadion in Amsterdam im Jahr 2005

Der 1500-Meter-Lauf der Frauen bei den Leichtathletik-Europameisterschaften 2016 wurde am 8. und 10. Juli 2016 im Olympiastadion der niederländischen Hauptstadt Amsterdam ausgetragen.
Europameisterin wurde die Polin Angelika Cichocka. Auf den zweiten Platz kam die niederländische Titelverteidigerin und WM-Dritte von 2015 Sifan Hassan, die über 5000 Meter bei den Weltmeisterschaften 2015 ebenfalls Bronze errungen hatte und auf dieser längeren Distanz 2014 Vizeeuropameisterin geworden war. Die Irin Ciara Mageean belegte Rang drei.

## Bestehende Rekorde
| Weltrekord           | 3:50,07 min | Genzebe Dibaba     | Monaco                | 17. Juli 2015   |
| Europarekord         | 3:52,47 min | Tatjana Kasankina  | Zürich, Schweiz       | 13. August 1980 |
| Meisterschaftsrekord | 3:56,91 min | Tatjana Tomaschowa | EM Göteborg, Schweden | 13. August 2006 |

Der bestehende EM-Rekord kam bei diesen Europameisterschaften nicht im Geringsten in Gefahr. Das Finale wurde als reines Spurtrennen gestaltet mit einer Endzeit von mehr als viereinhalb Minuten. Im schnellsten Rennen, dem zweiten Vorlauf, erzielte die im Finale zwölftplatzierte Serbin Amela Terzić 4:09,71 min, womit sie 12,80 s über dem Rekord blieb. Zum Europarekord fehlten ihr 17,24 s, zum Weltrekord 16,64 s.

## Legende
| DNF | Wettkampf nicht beendet (did not finish) |

## Vorrunde
Die Vorrunde wurde in zwei Läufen durchgeführt. Die ersten vier Athletinnen pro Lauf – hellblau unterlegt – sowie die darüber hinaus vier zeitschnellsten Läuferinnen – hellgrün unterlegt – qualifizierten sich für das Halbfinale.

### Vorlauf 1
8. Juli 2016, 18:15 Uhr
| Platz | Name                   | Nation         | Zeit (min) |
| ----- | ---------------------- | -------------- | ---------- |
| 1     | Sifan Hassan           | Niederlande    | 4:13,45    |
| 2     | Angelika Cichocka      | Polen          | 4:13,47    |
| 3     | Ciara Mageean          | Irland         | 4:13,61    |
| 4     | Marta Pen              | Portugal       | 4:13,74    |
| 5     | Darja Baryssewitsch    | Belarus        | 4:14,06    |
| 6     | Danuta Urbanik         | Polen          | 4:14,86    |
| 7     | Marta Pérez            | Spanien        | 4:17,24    |
| 8     | Melissa Courtney       | Großbritannien | 4:18,74    |
| 9     | Claudia Bobocea        | Rumänien       | 4:18,98    |
| 10    | Liina Tšernov          | Estland        | 4:29,47    |
| DNF   | Natalija Pryschtschepa | Ukraine        |            |

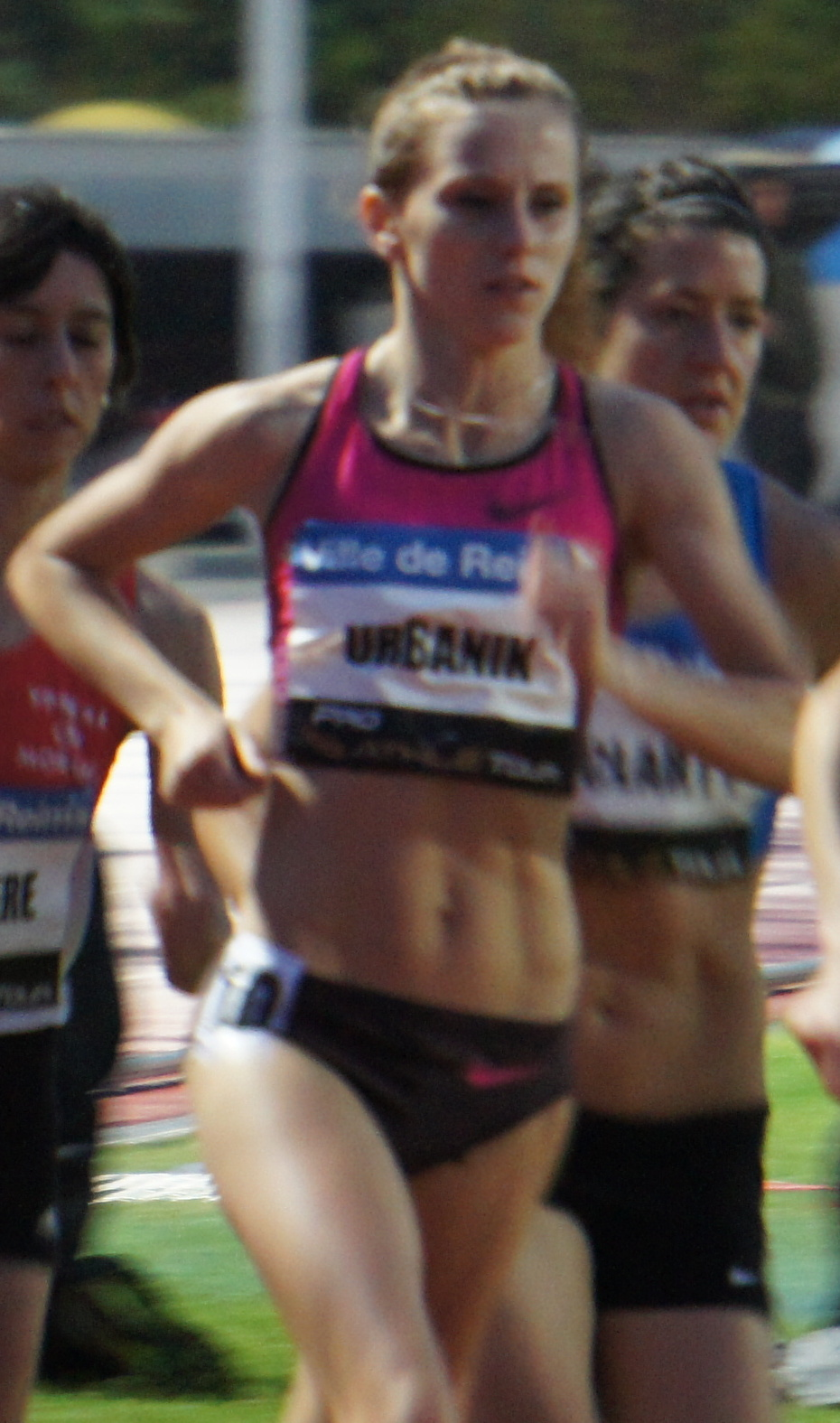
Danuta Urbanik – ausgeschieden als Sechste in 4:14,86 min

Weitere im ersten Vorlauf ausgeschiedene Mittelstrecklerinnen:

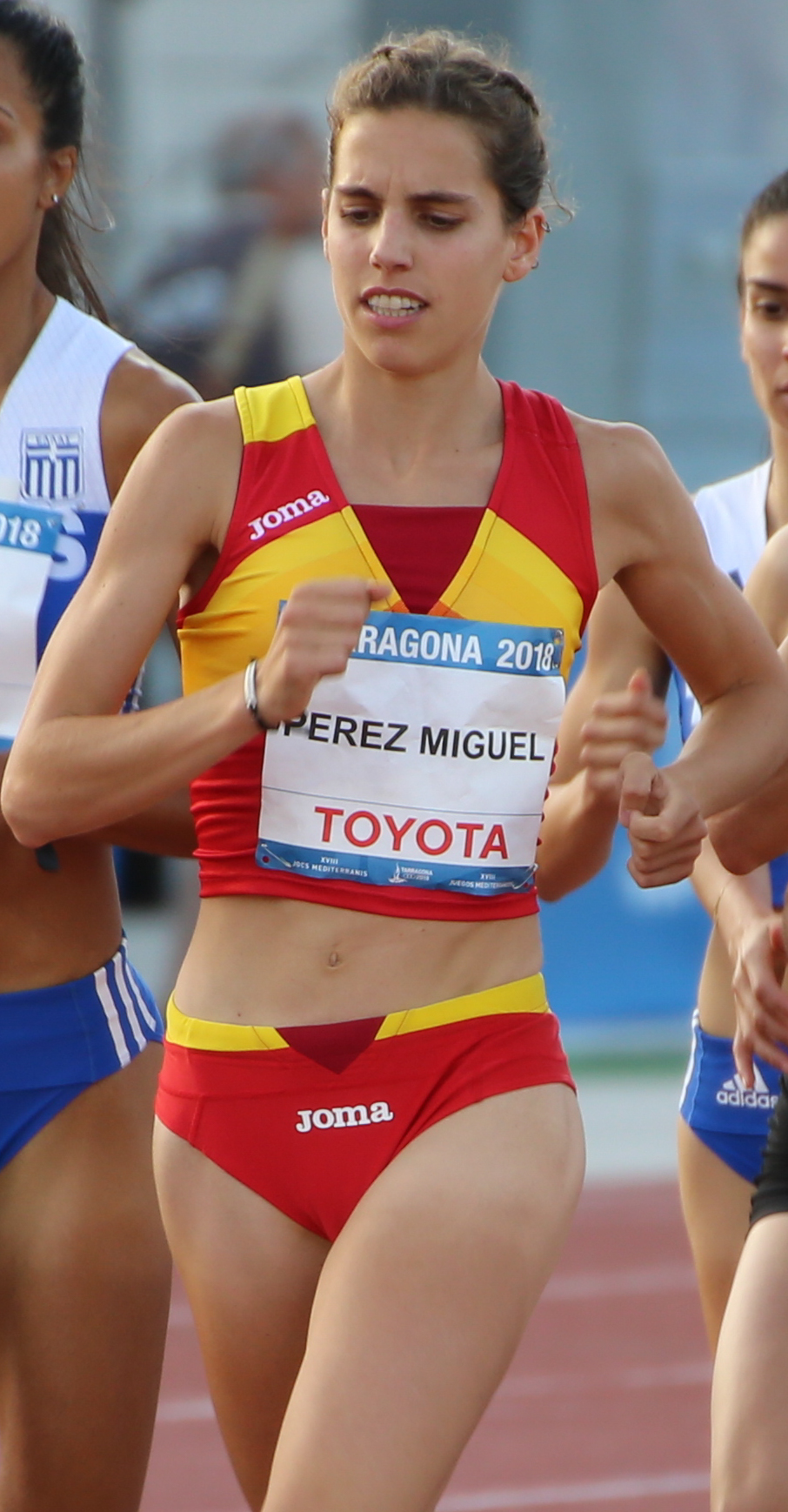
Marta Pérez – Rang sieben in 4:17,24 min
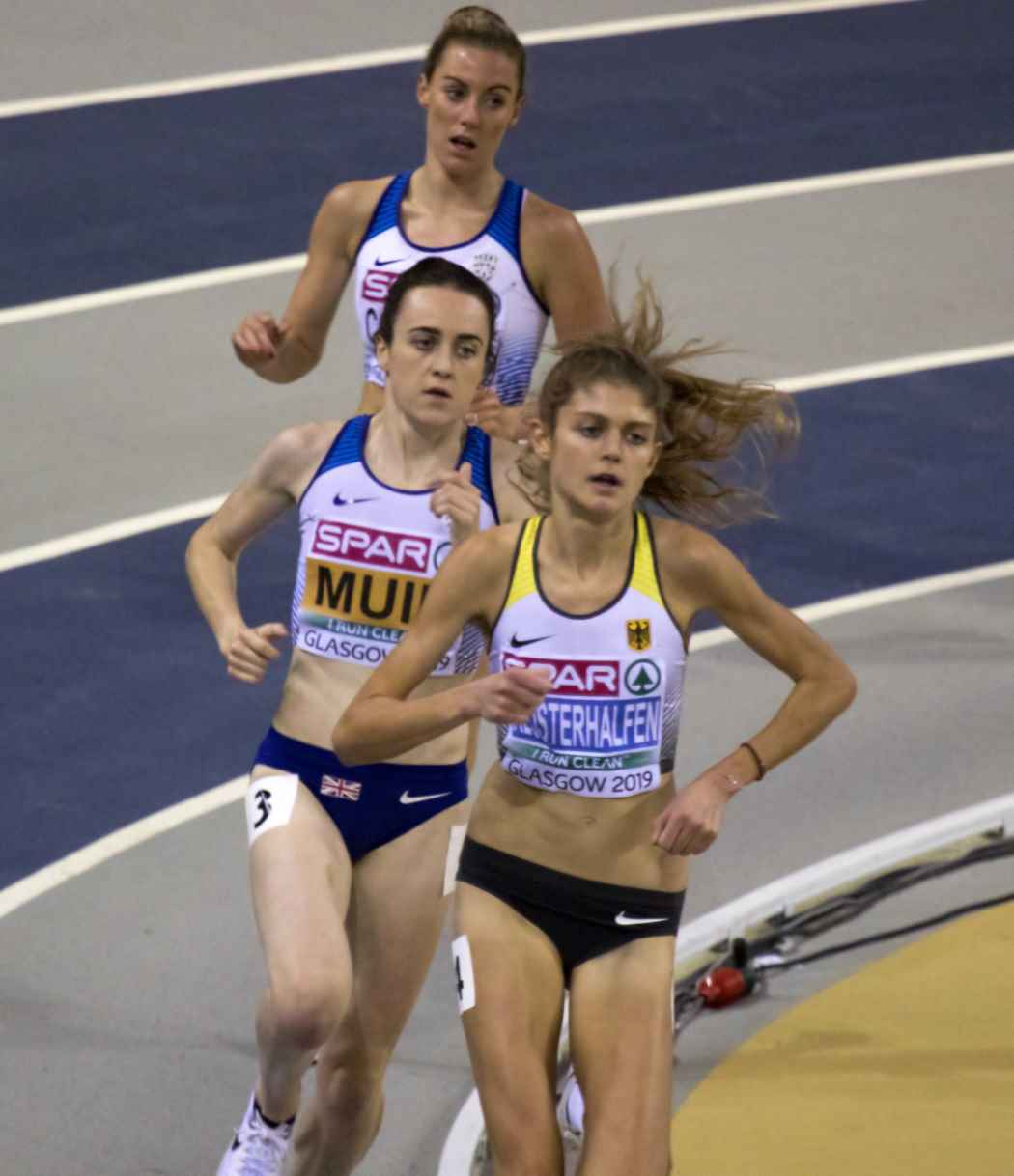
Melissa Courtney (hier an dritter Position) – Rang acht in 4:18,74 min
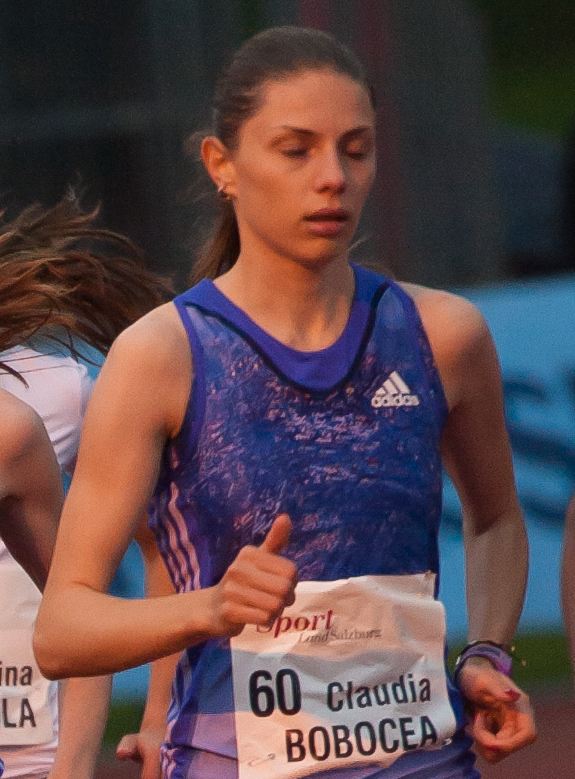
Claudia Bobocea – Rang neun in 4:18,98 min
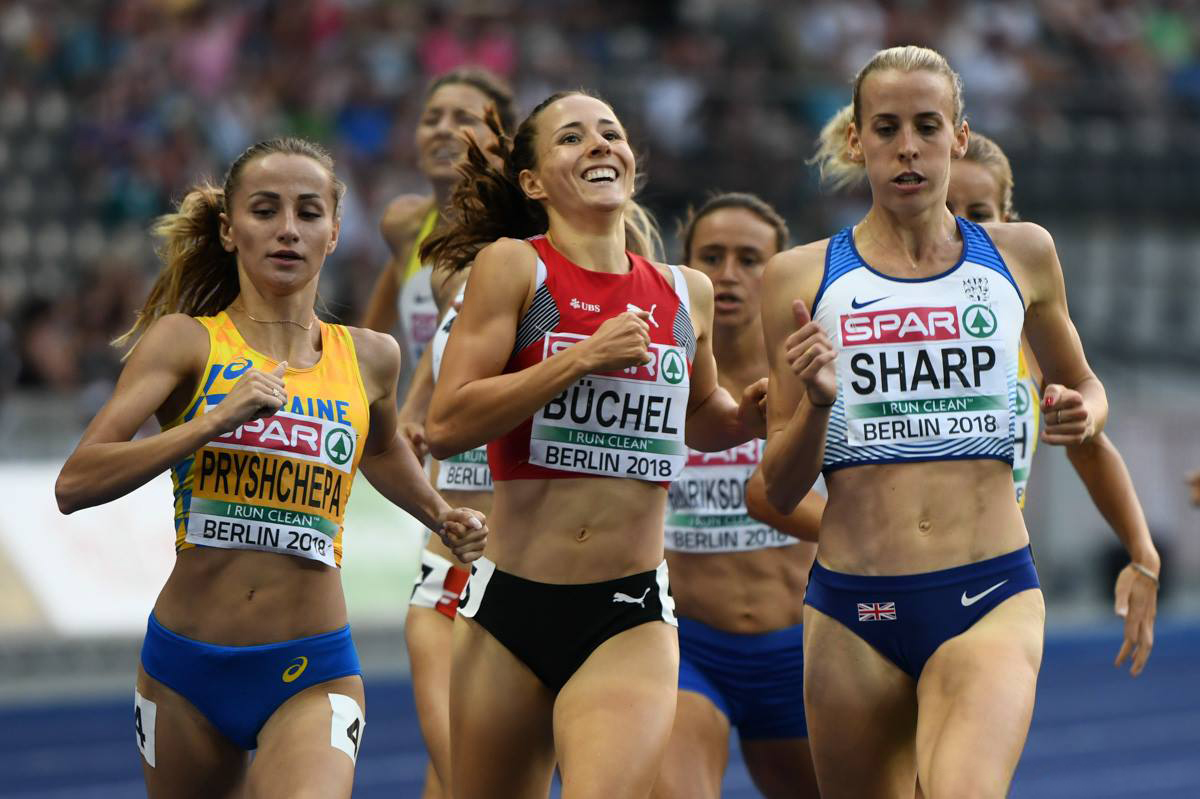
Natalija Pryschtschepa (ganz links), am Tag zuvor Europameisterin über 800 Meter, gab das Rennen auf

### Vorlauf 2

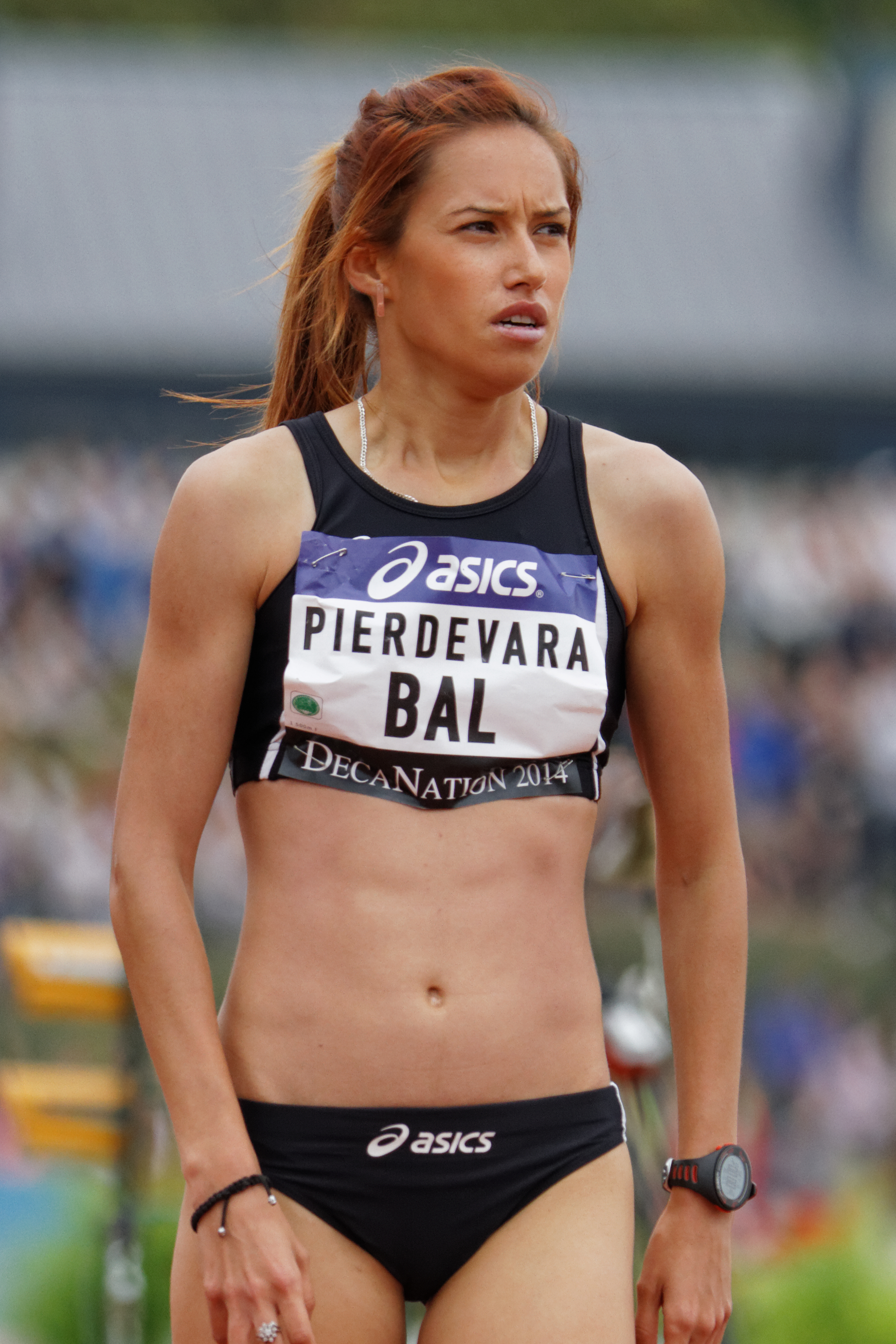
Als eine von zwei Athletinnen des zweiten Vorlaufs schied Florina Pierdevară nach ihrem neunten Rang dort in 4:12,37 min aus

8. Juli 2016, 18:25 Uhr
| Platz | Name                    | Nation         | Zeit (min) |
| ----- | ----------------------- | -------------- | ---------- |
| 1     | Amela Terzić            | Serbien        | 4:09,71    |
| 2     | Lucia Klocová           | Slowakei       | 4:10,90    |
| 3     | Sofia Ennaoui           | Polen          | 4:10,99    |
| 4     | Sarah McDonald          | Großbritannien | 4:11,14    |
| 5     | Solange Andreia Pereira | Spanien        | 4:11,48    |
| 6     | Ingvill Måkestad Bovim  | Norwegen       | 4:11,54    |
| 7     | Maren Kock              | Deutschland    | 4:11,67    |
| 8     | Margherita Magnani      | Italien        | 4:11,78    |
| 9     | Florina Pierdevară      | Rumänien       | 4:12,37    |
| 10    | Anastasia Marinakou     | Griechenland   | 4:16,53    |

## Finale

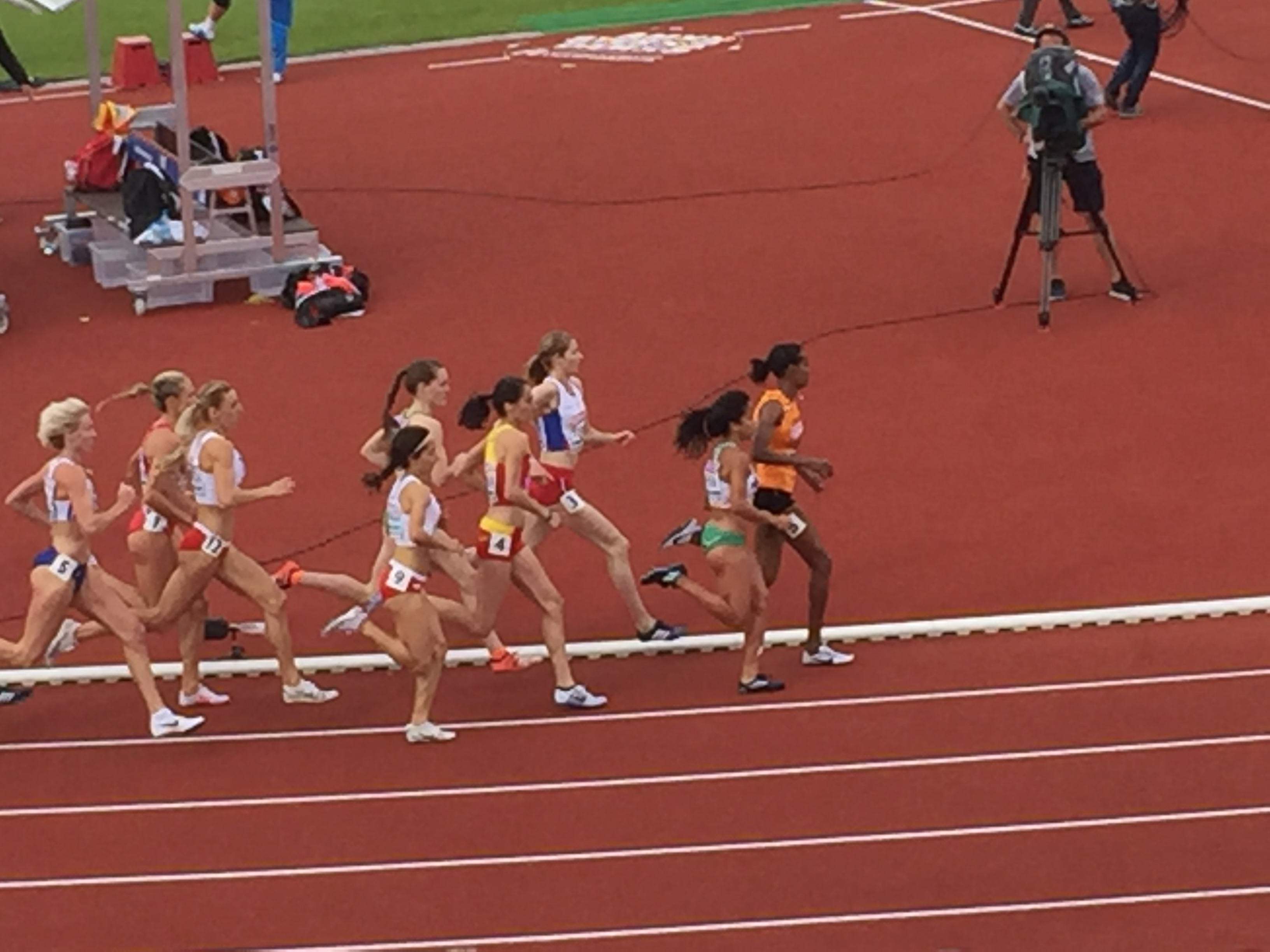
Das dichtgedrängte Feld der 1500-m-Finalistinnen

10. Juli 2016, 17:45 Uhr
| Platz | Name                    | Nation         | Zeit (min) |
| ----- | ----------------------- | -------------- | ---------- |
| 1     | Angelika Cichocka       | Polen          | 4:33,00    |
| 2     | Sifan Hassan            | Niederlande    | 4:33,76    |
| 3     | Ciara Mageean           | Irland         | 4:33,78    |
| 4     | Ingvill Måkestad Bovim  | Norwegen       | 4:34,15    |
| 5     | Marta Pen               | Portugal       | 4:34,41    |
| 6     | Maren Kock              | Deutschland    | 4:34,54    |
| 7     | Sofia Ennaoui           | Polen          | 4:34,84    |
| 8     | Solange Andreia Pereira | Spanien        | 4:34,88    |
| 9     | Sarah McDonald          | Großbritannien | 4:34,93    |
| 10    | Lucia Klocová           | Slowakei       | 4:35,61    |
| 11    | Margherita Magnani      | Italien        | 4:36,51    |
| 12    | Amela Terzić            | Serbien        | 4:37,70    |

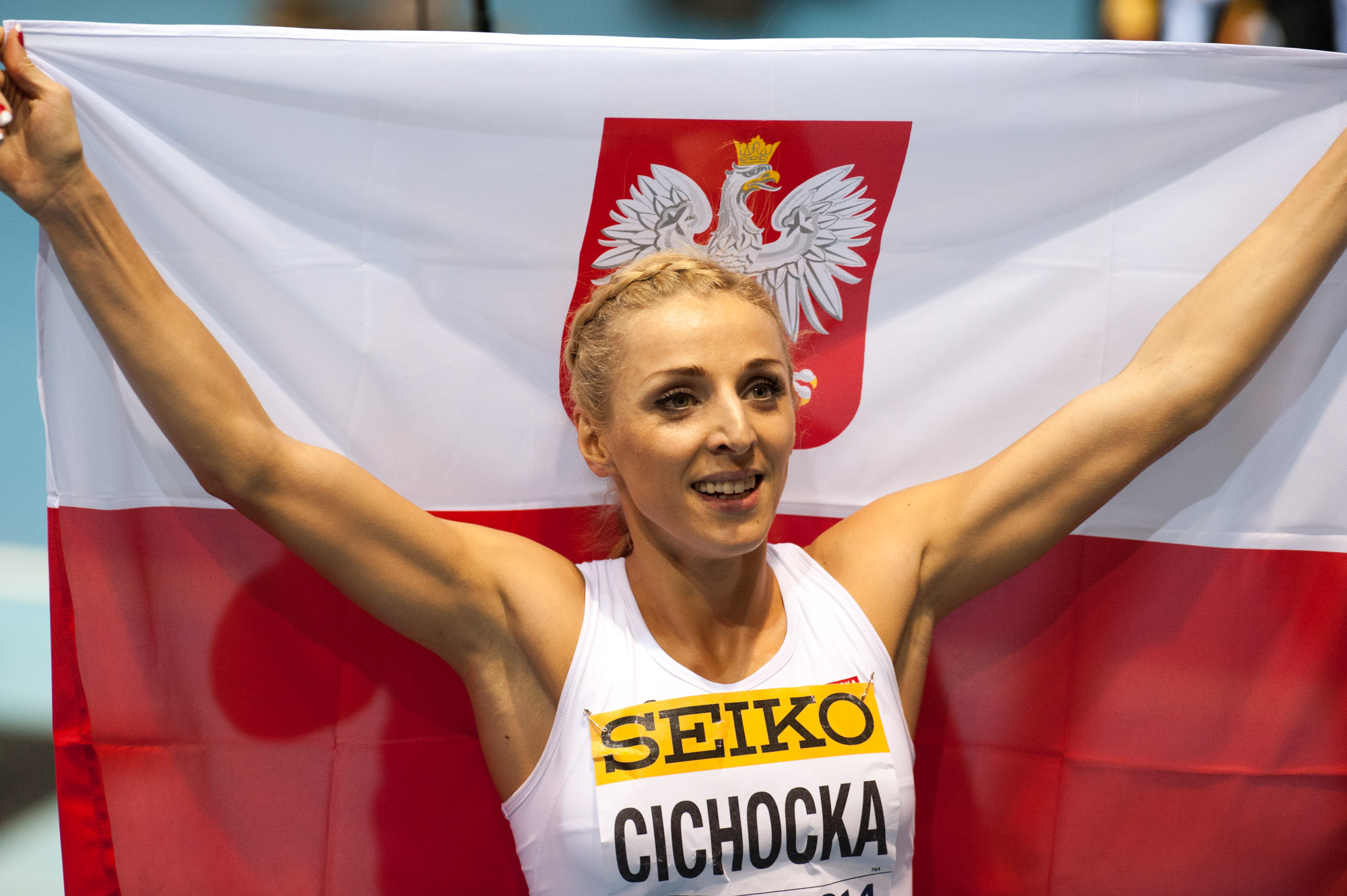
Europameisterin Angelika Cichocka
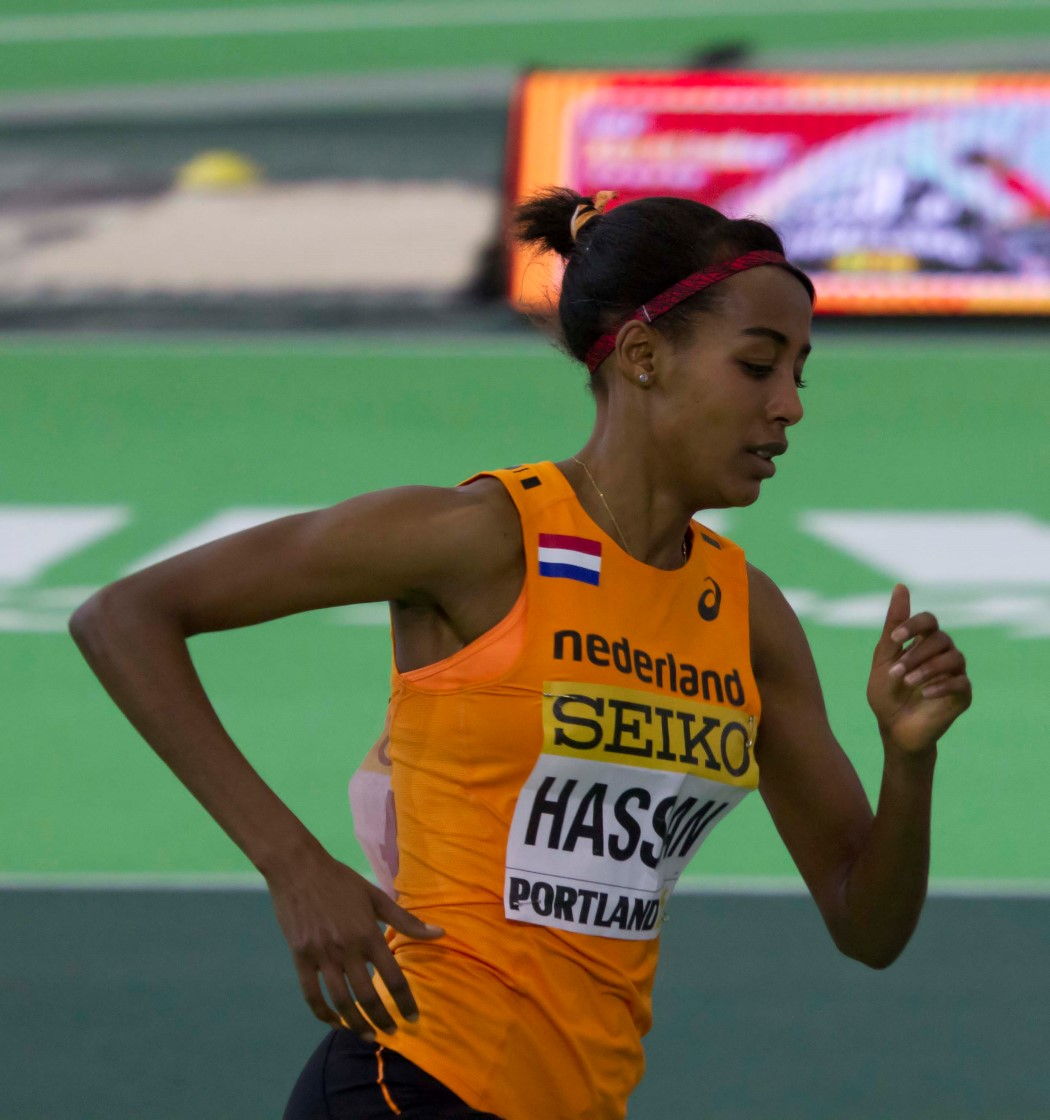
Vizeeuropameisterin Sifan Hassan – sie war die Titelverteidigerin und WM-Dritte von 2015 sowie über 5000 Meter WM-Dritte von 2015 und Vizeeuropameisterin von 2014
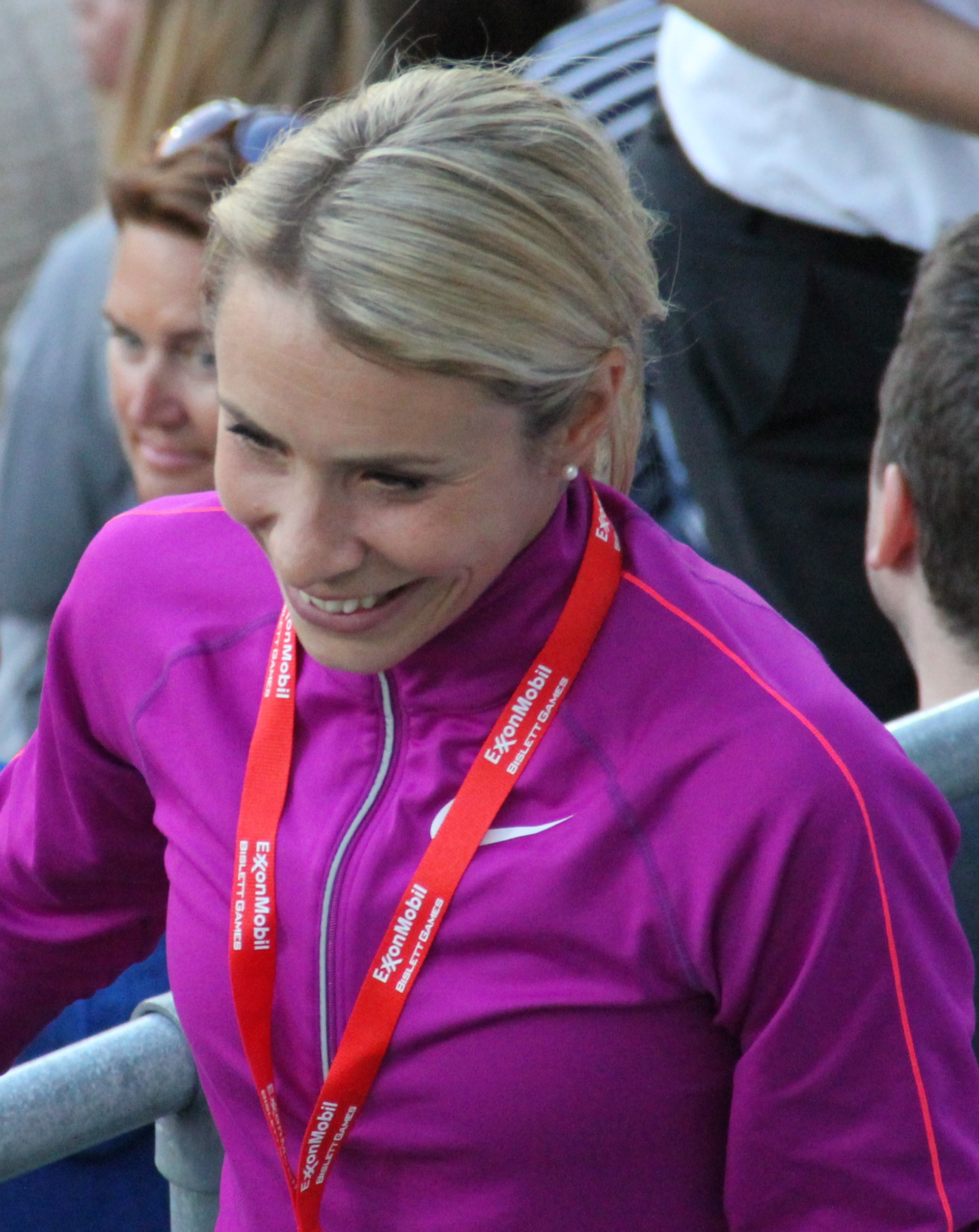
Ingvill Måkestad Bovim belegte Rang vier
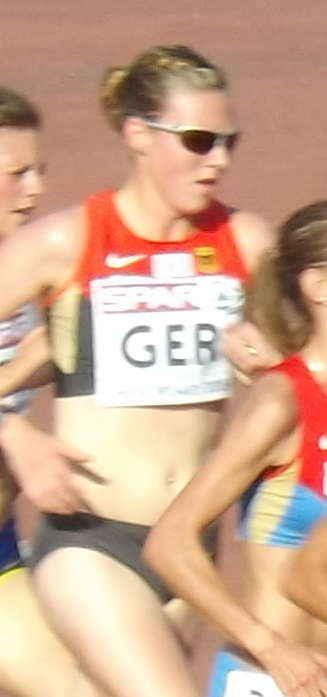
Maren Kock, spätere Maren Orth, kam auf den sechsten Platz

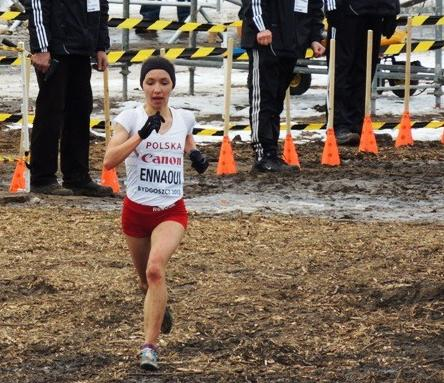
Sofia Ennaoui – hier bei einem Crosslauf – erreichte Platz sieben
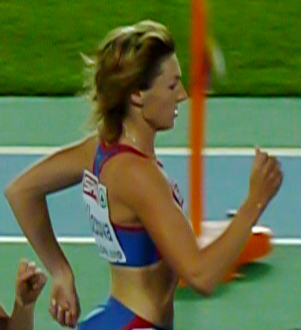
Lucia Hrivnák Klocová wurde Zehnte
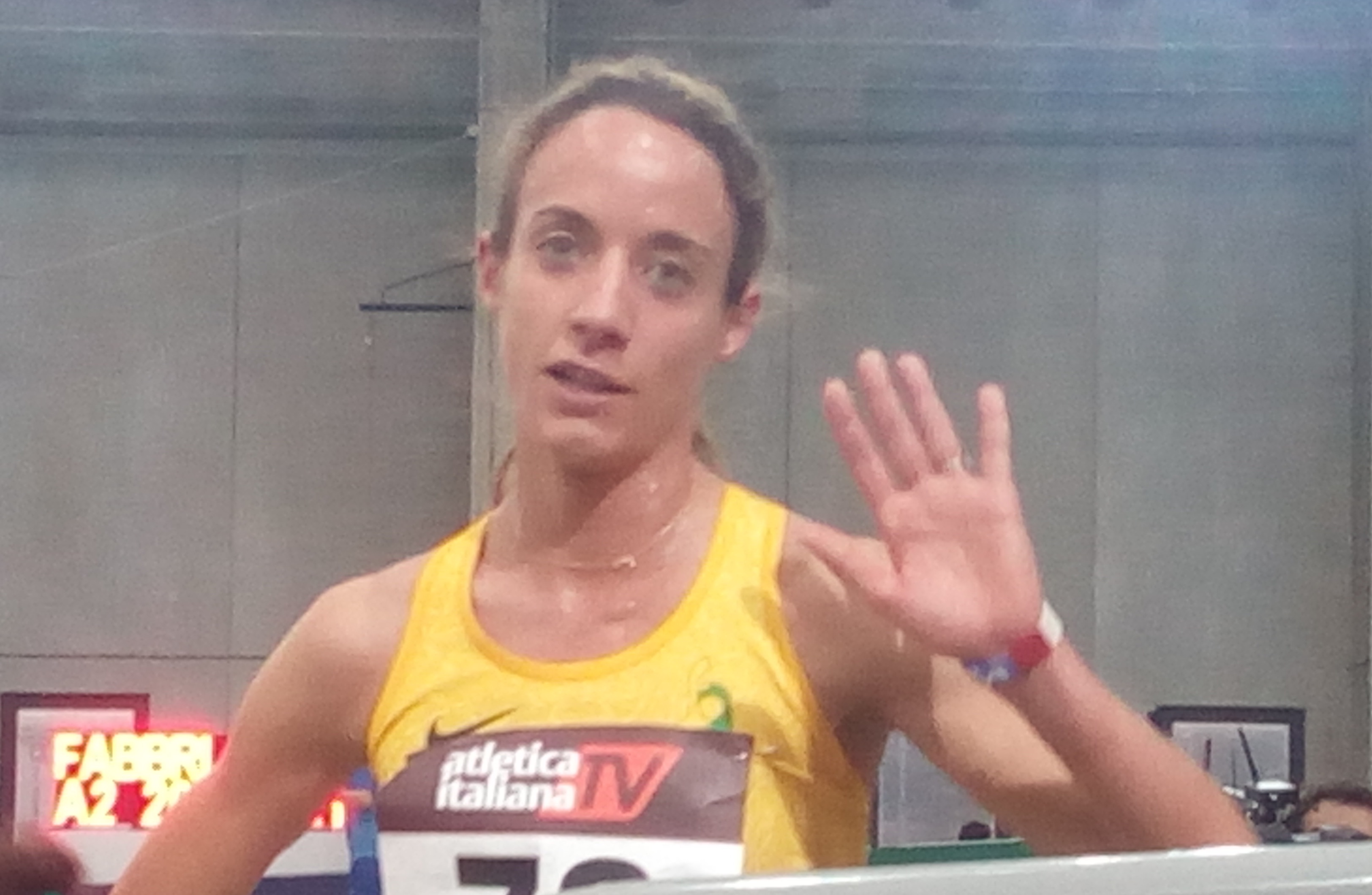
Die elftplatzierte Margherita Magnani
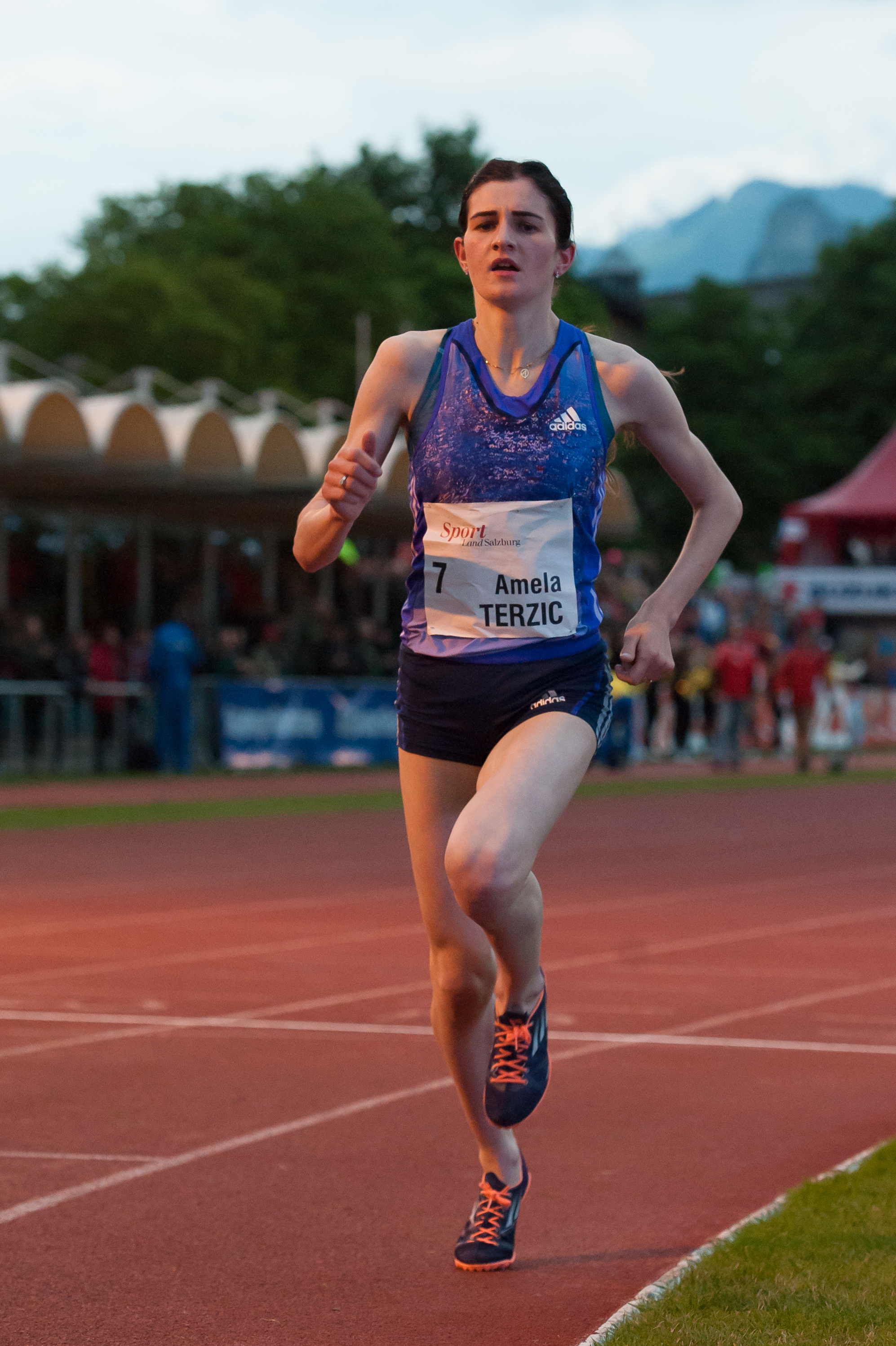
Rang zwölf für Amela Terzić

## Videolink
- 1500m Women's Final - European Athletics Championships 2016, youtube.com, abgerufen am 5. März 2020